# St Serf’s Kirk

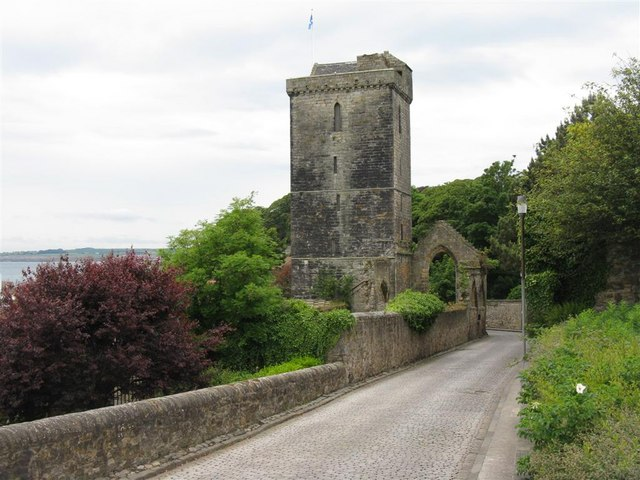
Ruinen der St Serf’s Kirk

Die St Serf’s Kirk ist eine Kirchenruine in der schottischen Kleinstadt Kirkcaldy in der Council Area Fife. Die Ruine ist als Scheduled Monument geschützt. Der zugehörige Friedhof ist hingegen als Einzeldenkmal in den schottischen Denkmallisten in der höchsten Denkmalkategorie A verzeichnet.

## Geschichte
Aus dem Jahre 1245 ist eine Kirche nahe dem Standort belegt. Die heute als Ruine erhaltene St Serf’s Kirk stammt aus dem frühen 16. Jahrhundert. Der Glockenturm wurde vermutlich wenige Jahre später hinzugefügt. Möglicherweise dient er auch als Wehrturm und wurde in den 1540er Jahren erbaut, als englische Schiffsverbände die schottische Küstenorte heimsuchten. Um das Jahr 1800 befand sich die Kirche in einem reparaturbedürftigen Zustand. Da sie sich ohnehin als zu klein für die gewachsene Gemeinde erwiesen hatte, entschied man sich für einen Kirchenneubau an einem anderen Standort. Dieser wurde 1802 eröffnet und die obsolete St Serf’s Kirk verfiel.

## Beschreibung
Die Kirchenruine steht nahe einer Bucht am Firth of Forth in der ehemals eigenständigen Gemeinde Dysart, die zwischenzeitlich von Kirkcaldy einverleibt wurde. Flankierend befinden sich die Wohngebäude The Anchorage und Bay House. Das Gebäude war 42 m lang und 15 m breit. Neben dem 26 m hohen Glockenturm zählen zwei Bögen an der Nord- und einer an der Südseite zu den erhaltenen Fragmenten. Die Wendeltreppe im Turminnern umfasst 103 Stufen. Ähnlich einem Tower House sitzt ein Haus auf.

## Friedhof
Der kleine, zugehörige Friedhof schließt sich an der Südseite an. Wie auch die Kirche endete seine Nutzung um das Jahr 1800. Einige der Grabplatten sind mit skulpturierten Kaufmannssymbolen und Sextanten ornamentiert. Eine Bruchsteinmauer umfriedet das Gelände.